# مسجد ثریا
مسجد ثریا (اسپانیایی: Mezquita Suraya‎) اولین مسجد تأسیس شده در مکزیک است که در تورئون واقع شده‌است و تأسیس آن به سال ۱۹۸۹ بر می‌گردد. بسیاری از حاضران در آن متعلق به شاخه شیعه در اسلام هستند.

## تاریخچه
مسجد ثریا قدیمی ترین مسجد در کشور مکزیک می باشد.
با اینکه کشور مکزیک کشوری با مذهب مسحیت است اما این مسجد نفوذ زیادی در ساختار سیاسی دولت مکزیک دارد.
مدیریت این مسجد زمین های اطراف را خریداری کرده و در حال گسترش و بزرگ کردن مسجد می باشد.
از اوایل قرن بیستم به حضور مهاجران از کشورهای خاورمیانه در اطراف تورئون اشاره شده‌است کخ در درجه اول برای تجارت به آن شهر مهاجرت کرده بودند. اما این در سال ۱۹۸۳ بود که حدود ۳۵ نفر از فرزندان مهاجران اولیه شروع به برگزاری جلسه در خانه حسن زین شاموت کردند که بعدها رهبر جامعه مسلمانان آنجا شد.
الیاس سرهان سلیم یکی از شرکت کنندگان در آن جلسات کسی بود که ایده ساخت یک مسجد را داد. ساخت و ساز در سال ۱۹۸۶ آغاز شد و در سال ۱۹۸۹ به پایان رسید. سلیم یکی از حامیان اصلی این پروژه بود به رهبری زین شاموت که یک معمار حرفه‌ای بود.